# Alexandr Bokij
Alexandr Konstantinovič Bokij (rusky Александр Константинович Бокий; bělorusky Аляксандр Канстанцінавіч Бакі; * 3. května 1957 Lida) je bývalý sovětský fotbalový obránce běloruské národnosti. Je držitelem ruského občanství.

## Hráčská kariéra
Prošel střediskem mládeže DJuSŠ Ščučin (rusky ДЮСШ Щучин), mezi muži debutoval v 17 letech. Ve třetí nejvyšší sovětské soutěži nastupoval za Chimik Grodno (1974–1975) a Dinamo Stavropol (1976–1977), ve druhé nejvyšší sovětské soutěži hrál za Dinamo Stavropol (1981) a Lokomotiv Moskva (1982–1986).
Roku 1987 obdržel titul Mistr sportu SSSR. V sovětské nejvyšší soutěži zaznamenal celkově 59 startů za Dinamo Moskva (1978 a 1980) a Spartak Moskva (1987–1989). Se Spartakem Moskva vyhrál v sezonách 1987 a 1989 sovětskou ligu, v roce 1987 i ligový pohár. V československé nejvyšší soutěži nastoupil za Sigmu Olomouc ve 47 utkáních, aniž by skóroval. V obou sezonách pomohl moravskému týmu ke třetí příčce v lize.
Zaznamenal také 13 startů v Poháru UEFA, branku v nich nevstřelil. Prvních šest z nich absolvoval v dresu Spartaku Moskva (1987/88: 4 / 0, 1989/90: 2 / 0), zbylých sedm startů si připsal za Sigmu Olomouc v ročníku 1991/92 (čtvrtfinalista).
Na podzim 1992 byl hrajícím trenérem Spartaku Topoľčany, na jaře 1993 byl hrajícím trenérem Sigmy Lutín.

## Trenérská kariéra
Zdroj:
- 1992/93 (podzim): Hrající trenér TJ Spartak TS Topoľčany (II. SNFL 1992/93)
- 1992/93 (jaro): Hrající trenér TJ Sigma Lutín (Divize E 1992/93)
- 1993/94 (jaro): Hlavní trenér SK UNEX Uničov (MSFL 1993/94)
- 1994/95: Hlavní trenér SK UNEX Uničov (MSFL 1994/95)
- 1995/96: Hlavní trenér SK UNEX Uničov (MSFL 1995/96)
- 1996/97: Hlavní trenér SK UNEX Uničov (MSFL 1996/97)
- 1997/98 (podzim): Hlavní trenér SK UNEX Uničov (MSFL 1997/98)
- 1998/99 (podzim, 6. kolo): Hlavní trenér SK LeRK Prostějov (II. liga 1998/99)
- 1998–2000: Šéftrenér mládežnické akademie FK Chmel Blšany
- 2000/01 (podzim): Hlavní trenér FK Ozeta Dukla Trenčín (I. slovenská liga 2000/01)
- 2000/01 (jaro): Hlavní trenér 1. HFK Olomouc (II. liga 2000/01)
- 2003: Hlavní trenér FK Spartak Ščolkovo
- 2004–2005: Skaut FK Zenit Sankt-Petěrburg
- 2005–2006: Skaut FK Spartak Moskva
- 2006–2007: Skaut FK Zenit Sankt-Petěrburg
- 2007–2008: Sportovní ředitel a šéftrenér mládežnické akademie FK Zenit Sankt-Petěrburg
- 2009: Asistent trenéra FK Chimki (I. ruská liga 2009)
- 2009–2012: Hlavní skaut FK Dinamo Moskva
- 2012/13 (jaro): Hlavní trenér SK Hranice (Divize E 2012/13)
- 2013/14: Hlavní trenér SK Hranice (Divize E 2013/14)
- 2014/15: Hlavní trenér SK Hranice (Divize E 2014/15)

## Ligová bilance
| Ročník                                   | Zápasy | Góly | Minuty | Klub             |
| ---------------------------------------- | ------ | ---- | ------ | ---------------- |
| Sovětská fotbalová Vysšaja liga 1978     | 16     | 0    | –      | Dinamo Moskva    |
| Sovětská fotbalová Vysšaja liga 1980     | 2      | 0    | –      | Dinamo Moskva    |
| Sovětská fotbalová Vysšaja liga 1987     | 15     | 0    | –      | Spartak Moskva   |
| Sovětská fotbalová Vysšaja liga 1988     | 3      | 0    | –      | Spartak Moskva   |
| Sovětská fotbalová Vysšaja liga 1989     | 23     | 0    | –      | Spartak Moskva   |
| 1. československá fotbalová liga 1990/91 | 29     | 0    | –      | Sigma MŽ Olomouc |
| 1. československá fotbalová liga 1991/92 | 18     | 0    | –      | Sigma MŽ Olomouc |
| CELKEM 1. ČS. LIGA                       | 47     | 0    | –      |                  |
| CELKEM 1. LIGA SSSR                      | 59     | 0    | –      |                  |